# Antonín Látal
Antonín Látal (17. srpna 1892 Olomouc – 7. května 1942 Koncentrační tábor Mauthausen) byl československý legionář a odbojář z období druhé světové války popravený nacisty.

## Život
Antonín Látal se narodil 21. února 1892 v Olomouci. Vychodil obecnou a reálnou školu, studoval na univerzitě a stal se advokátním koncipientem. V první světové válce bojoval v c. a k. armádě na ruské frontě v rámci 54. pěšího pluku. Dne 13. 6. 1915 padl v hodnosti poručíka na řece Dněstr do zajetí, v prosinci 1916 podal přihlášku do československých legií kam byl přijat v prosinci 1917. Absolvoval sibiřskou anabázi a do Československa se vrátil v roce 1920 v hodnosti podporučíka. U armády nepokračoval, stal se zaměstnancem státních drah, kde se vypracoval až na post inspektora. Byl aktivním členem Sokola v Olomouci, vzdělavatelem jednoty a redaktorem časopisu Náš směr. Po německé okupaci v březnu 1939 vstoupil do protinacistického odboje v rámci Petičního výboru Věrni zůstaneme. Za svou činnost byl v roce 1941 zatčen gestapem a 20. ledna 1942 stanným soudem v Brně odsouzen k trestu smrti. Následně byl převezen do koncentračního tábora Mauthausen, kde byl rozsudek 7. května 1942 vykonán.